# Cubilia heathi
Cubilia heathi är en skalbaggsart som beskrevs av Jordan 1903. Cubilia heathi ingår i släktet Cubilia och familjen långhorningar. Inga underarter finns listade i Catalogue of Life.